# Stausee Bolgenach
Der Stausee Bolgenach ist ein 1979 in Betrieb genommener Speichersee in der Gemeinde Hittisau in Vorarlberg, Österreich.

## Stausee
Der von der Bolgenach und durch eine beim kleinen Stausee Subersach abzweigende Überleitung durch den Hittisbergstollen aus der Subersach gespeiste Stausee mit einem Nutzinhalt von 6,5 Millionen Kubikmeter ist als Wochenspeicher konzipiert.

## Kraftwerk
Der Stausee speist über den 5,9 Kilometer langen Rotenbergstollen mit einer Fallhöhe von 280 m das Kraftwerk Langenegg der illwerke vkw. 

## Staudamm
Der in einer postglazialen Schluchtenverengung der Bolgenach angelegte Staudamm besteht aus einer Kiesschüttung mit einem Moränekern und besitzt eine wasserseitige Blockabdeckung.